# Halde Haniel
 (août 2025).

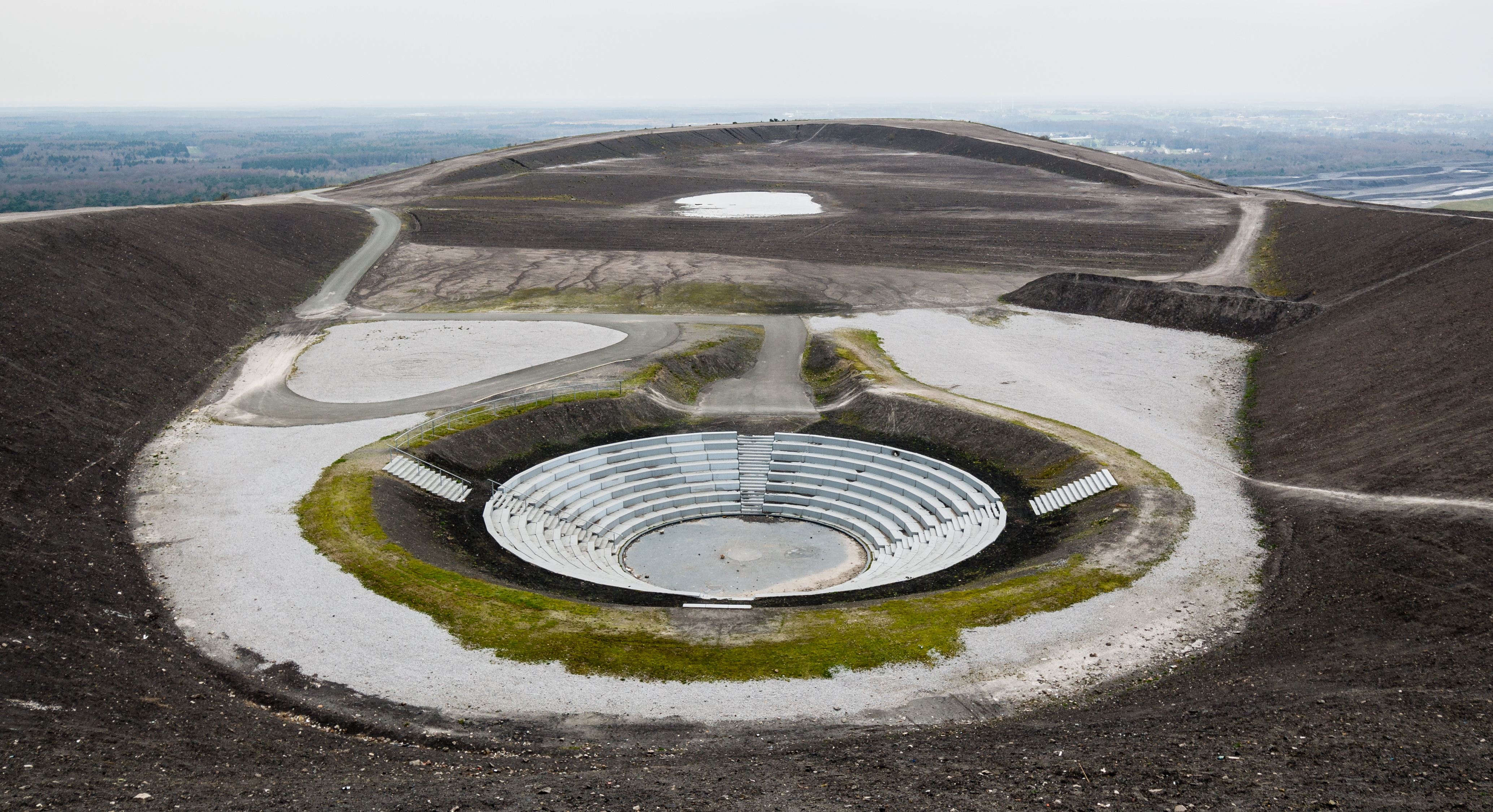
Sommet aménagé du Halde Haniel, avec l'amphithéâtre.

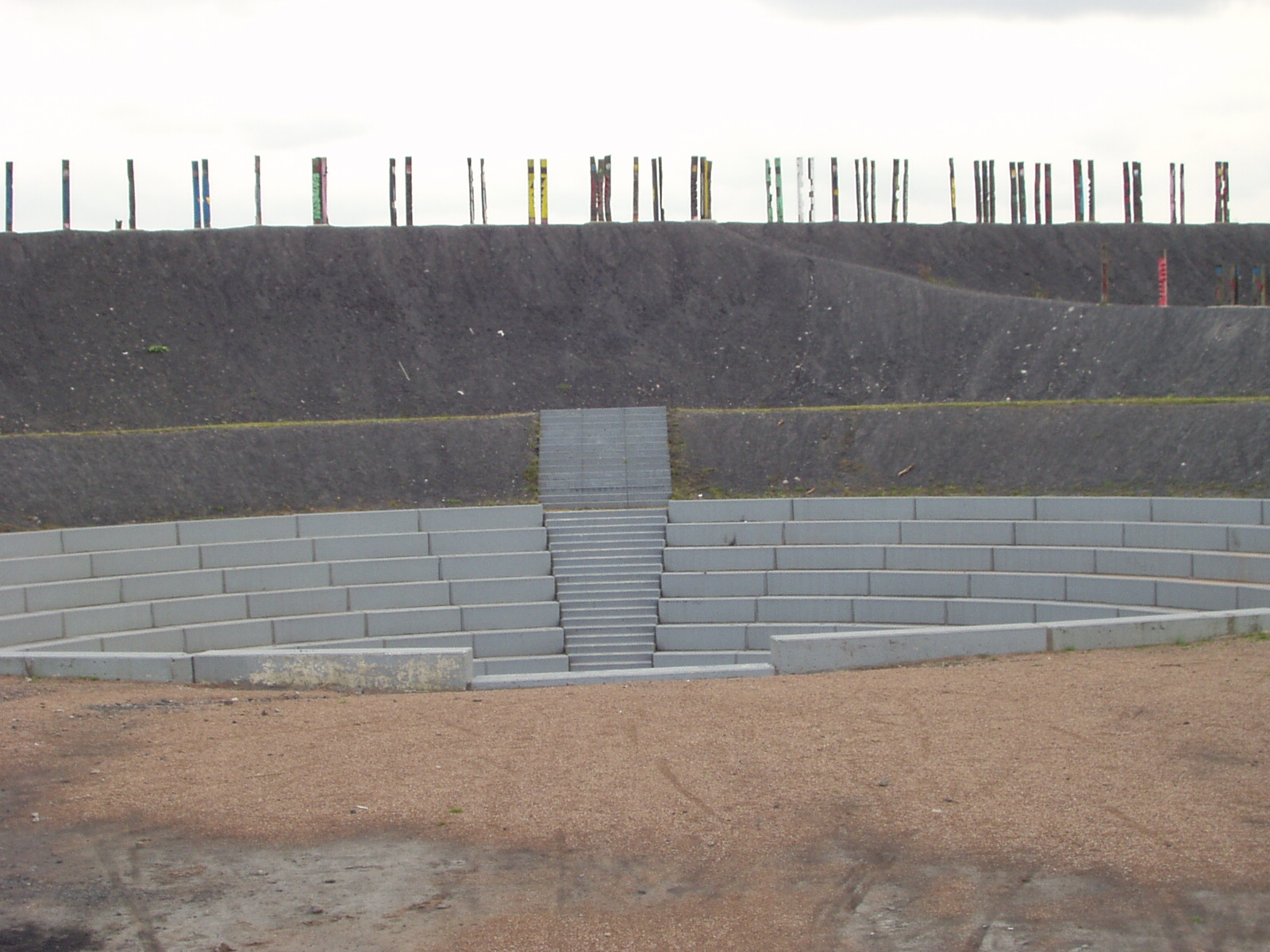
Vue de l'amphithéâtre et des installations d'Agustín Ibarrola.

Halde Haniel est un terril situé dans la municipalité de Bottrop dans la Rhur en Allemagne.
Une croix de bois a été placée sur ses flancs, le pape Jean-Paul II visite celle-ci en 1992. Un amphithéâtre à ciel ouvert de 800 places, le Bergarena, est également construit à son sommet. En 2002, une installation artistique d'Agustín Ibarrola a été placée près de l'amphithéâtre.